# Дэвис, Пол (футболист)
Пол Винсент Дэвис (англ. Paul Vincent Davis; 9 декабря 1961, Далвич, Лондон, Англия) — английский футболист.

## Карьера
Дэвис родился в Далвиче, Лондон. В 1977 году был зачислен в молодёжную команду лондонского «Арсенала», а в следующем году стал профессионалом. Будучи талантливым левым полузащитником, дебютировал за клуб в 1980 году в «дерби Северного Лондона» (против «Тоттенхэм Хотспур»), и в течение года он был регулярным игроком в составе «Арсенала», а также членом сборной Англии до 21 года. Дэвис был неотъемлемой частью команды «Арсенала» в конце 1980-х годов, выиграв Кубок Лиги в 1987 году и Первый дивизион в 1989 и 1991 годах.